# David Mouradian
Pour les articles homonymes, voir Mouradian.
Né le 12 décembre 1951 à Erevan, David Mouradian (en arménien Դավիթ Մուրադյան) est un philologue, romancier, dramaturge, scénariste et critique de cinéma arménien. Connu pour son esprit cosmopolite et son activité de promotion de la culture arménienne, il est Maître de conférences à l’Université d'État d'Erevan et à l’Institut du cinéma et du théâtre depuis 1986.  

## Biographie
David Mouradian est diplômé de l'Université d'État d'Erevan, de la faculté de philologie. Son œuvre de romancier commence à être publiée à partir de 1969 dans la revue pour les enfants Pionnier. Son premier livre publié, Je veux te raconter, date de 1976. De 1977 à 1999, il travaille au studio de cinéma Armenfilm, comme scénariste. Il a couvert les programmes à la télévision concernant le cinéma d'art et d’essai dont il est le secrétaire entre 1994-1996, et il est ensuite réélu en 2001. 
En 2000, il participe à « Literary express » avec des représentants de 40 pays européens. Ils effectuent des voyages en train, d’une capitale à l’autre, afin de créer des liens entre les peuples d’Europe au travers d’actions culturelles et publiques. Il relate cette expérience de passeur des cultures dans son livre, Des trains et des gares. Il a à cœur de promouvoir la culture arménienne contemporaine après les années 1980, encore marquée par le « Dégel soviétique ». La cinématographie arménienne doit beaucoup à cet homme de communication. Ses pièces et ses nouvelles ont été traduites en langues allemande, anglaise, géorgienne, roumaine, russe, tadjike, ukrainienne, et en langue française. 
Professeur à l’Institut national de cinéma et de théâtre, Mouradian est très impliqué auprès des institutions et des organisations nationales. Entre 1999 et 2000, il devient le vice-président du studio Hayfilm. Il mène de front plusieurs activités. Entre 1994-1996, puis de 2001-2008, il a été le vice-président de l’Union des écrivains d’Arménie. Entre 2008-2010, il devient vice-ministre du ministère de la culture avant de démissionner. Pendant de longues années, avec dévouement, il a géré des émissions  de télévision et il a écrit quelques scénarios pour des courts-métrages. Actuellement, il est recteur depuis 2013 à l’Institut du théâtre et du cinéma d’Erevan. Il est le président de l’Académie nationale du cinéma d’Arménie, il est aussi membre de la Fédération internationale de la presse cinématographique, (FIPRESCI).
Il est surtout connu par le court roman, écrit en 2003, Notre vieux piano qui a servi de scénario à une pièce de théâtre et un téléfilm. 
Le style de la prose de ce gardien de la langue arménienne est profondément marqué par le langage de l’art cinématographique. Ses pièces ont été mises en scène à Erevan, à Gyumri et à Alep. Elles ont été diffusées tant par la télévision que par la radio d'Arménie. Il travaille à la reconnaissance internationale de la littérature arménienne, avec « Literary ark » en 2011 avec la participation de 13 écrivains européens, et du cinéma arménien en Russie, dans le Caucase et dans d’autres pays comme la France.

## Bibliographie

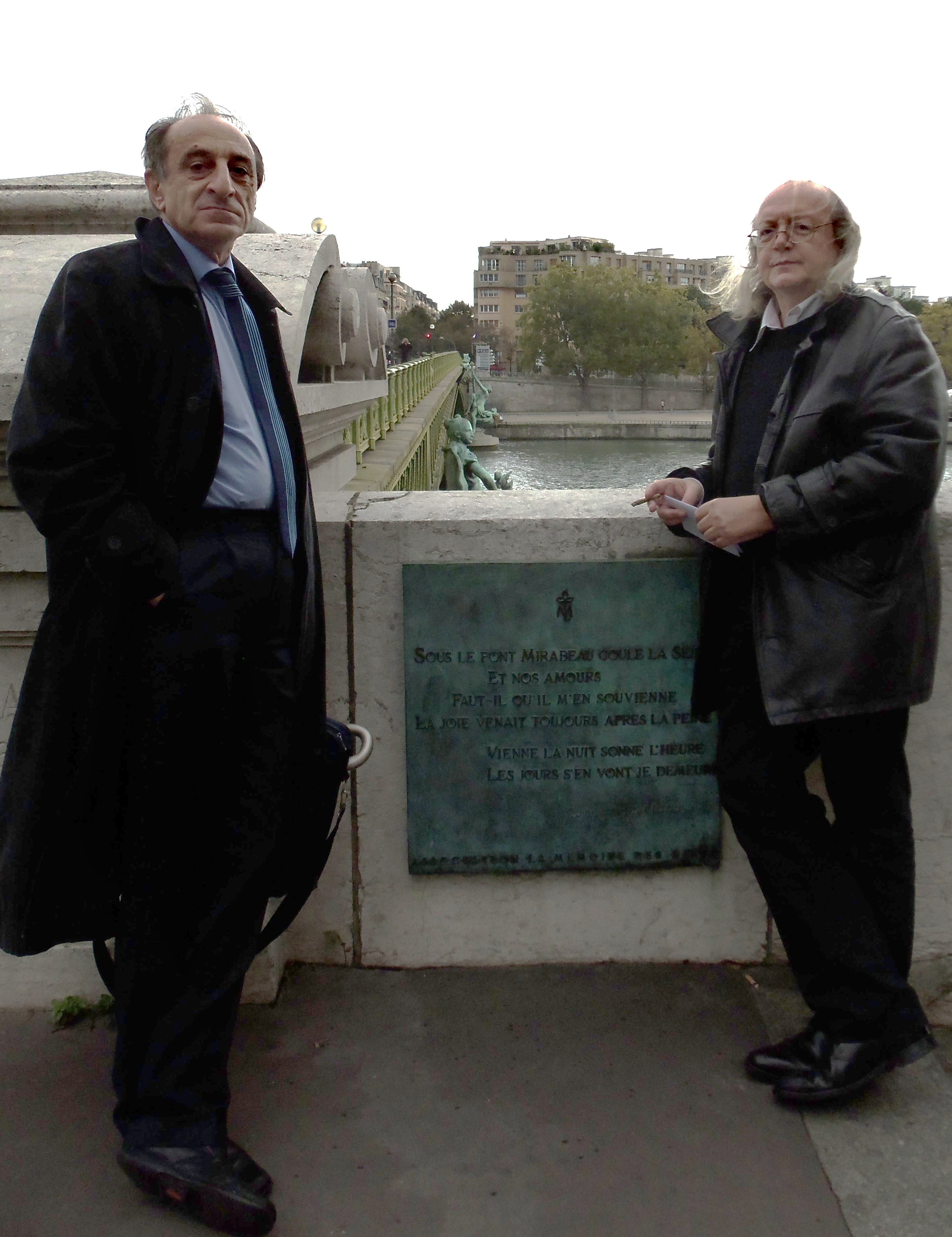
David Mouradian et Serge Venturini, 2012.

## Théâtre
- Droit à l'héritage, pièce jouée à Alep par la troupe de Pétros Adamian, de 2005-2006.
- Notre vieux piano, pièce jouée au théâtre dramatique russe d'Erevan, de 2006-2010.
- Votre billet s'il vous plaît, pièce jouée pour le 60e anniversaire de l'auteur au théâtre national de chambre d'Erevan en 2011[6].

## Prix
- En 2001, le livre, « Cinéma arménien/Catalogue complet » (collectif d'écrivains) a reçu le « Prix de la Guilde des Critiques du cinéma russe » à Moscou.
- En 2003, son scénario Notre vieux piano a remporté en Arménie le Prix AUE, comme le « Meilleur scénario de l'année ».
- En 2006, il a obtenu en Arménie le prix « Voské gritch » (Plume d’or).
- En 2014, on lui a remis la médaille « Grégoire de Narek ».